# Eulalia eos
Eulalia eos är en ringmaskart som beskrevs av Wilhelm Michaelsen 1897. Eulalia eos ingår i släktet Eulalia och familjen Phyllodocidae. Inga underarter finns listade i Catalogue of Life.